# Сіріск
Сіріск Понтійський — історик з Херсонеса Таврійського, що жив у III ст. до н. е. Він вважається першим істориком, що жив на теренах України. Історичні праці Сіріска до нас не дійшли. Єдине джерело, що свідчить про його діяльність, — мармуровий декрет, що датується III ст. до н. е. Це три фрагменти плити з білого мармуру, прикрашені зверху фронтоном із зображенням лаврового вінка.
За декретом, Сіріск в своїй праці описав «з'яву Діви» (Діва — богиня-покровителька міста; можливо, маються на увазі варварські набіги й інші небезпеки, від яких місто «рятувала» Діва), взаємовідносини Херсонеса з Боспорською державою та з іншими сусідніми містами. За свої заслуги Сіріск був відзначений золотим вінком під час святкування Діонісій, а постанову про це було виставлено на подвір'ї храму Діви. Історики припускають, що Сіріск публічно читав свій твір у Херсонеськом античном театрі, який був споруджений у місті якраз в III столітті.

## Текст декрету на честь Сіріска
На сайті музею-заповідника «Херсонес Таврійський» наводиться текст декрету на честь історика Сіріска в українському перекладі та з коментарем дослідниці Е. І. Соломоник:
|  | Гераклід, син Парменонта, запропонував: оскільки Сіріск син Геракліда, появу Діви працьовито описав, прочитав, і про відносини з царями Боспора розповів, і колишні дружні відносини з містами дослідив відповідно гідності народу, - то для того, щоб він отримав належне вшанування, нехай ухвалить рада і народ похвалити його за це, і сіммнамонам увінчати його золотим вінком на Діонісія, на 21 день і бути проголошеним: Народ вінчає Сіріска, сина Геракліда, за те, що він описав явлення Діви і колишні дружні відносини з містами та царями дослідив правдиво і відповідно гідності держави. Написати сіммнамонам на кам'яній плиті народне ухвалення і виставити в притворі храму Діви; а понесені витрати видати відповідно до рішення скарбнику священних сум. Це рішення радою і народом місяця (...) на десятий день (...) |

## Знахідка декрету
Обставини та час знахідки верхнього фрагменту декрету невідомі, проте у 1881 році ця пам'ятка була опублікована Владиславом Норбертовичем Юргевичем у 12-му томі «Записок Одеського Товариства історії та старожитностей». Решту фрагментів було знайдено в 1908 році в північно-східній частині міста.